# Biantes minimus
Biantes minimus е вид паякообразно от семейство Biantidae. Видът е застрашен от изчезване.

## Разпространение
Разпространен е в Сейшели.